# Heinrich Lenz
Heinrich Friedrich Emil Lenz (12. února 1804, Tartu (Dorpat), území dnešního Estonska – 10. února 1865, Řím) byl německý a ruský fyzik. Zabýval se především elektromagnetismem a je jedním ze zakladatelů elektrotechniky. Jeho jméno je spojeno s objevem zákona, který určuje tepelné účinky a směr indukčního proudu. Zformuloval jej v roce 1833 a nyní se nazývá Lenzův zákon.
Zabýval se také fyzickou geografií. Zúčastnil se několika expedicí, například na Elbrus nebo námořní expedice pro studium klimatických podmínek. Své poznatky pak publikoval v Pamětech Petrohradské akademie věd v roce 1831 .
Byl profesor a rektor Carské petrohradské univerzity a řádný člen Ruské geografické společnosti.

## Životopis
- Narodil se v Dorpatu 12. února 1804. Po ukončení střední školy v roce 1820 navštěvoval univerzitu v Dorpatu, kde studoval teologii, filologii a přírodní vědy.
- V roce 1823 byl pozván fyzikem Ottou von Kotzebuem na jeho třetí expedici po světě. Byla to námořní expedici na lodi Enterprise. Na cestě studoval klimatické podmínky a fyzikální vlastnosti mořské vody. Z cesty se vrátil v roce 1826 a výsledky vědeckého výzkumu expedice publikoval v Pamětech Petrohradské akademie věd v roce 1831.
- V roce 1829 se zúčastnil první expedice pod vedením generála George Emmanuela na Elbrus do pohoří Kavkazu.
- V roce 1828 byl zvolen adjunktem Petrohradské akademie věd a v roce 1834 akademikem.
- V roce 1831 začal pracovat na Carské petrohradské univerzitě, kde se zabýval hlavně elektromagnetismem. Kromě zákona pojmenovaného podle něj, Lenz také nezávisle objevil Joulův zákon v roce 1842. Aby se ocenilo jeho úsilí na tomto problému, ruští fyzikové vždy používají název Joule-Lenzův zákon. Navrhl také galvanometr z lehkého kovu, který byl ovinut 72 otáčkami velmi tenkého drátu.
- Věnoval se také pedagogice. Vyučoval na německé škole sv. Petra (1830-1831), na Hlavním pedagogickém institutu (od roku 1851) a na Michajlovském dělostřeleckém učilišti. Jeho přednášky o fyzice a fyzické geografii se vyznačovaly jasností a přísnou systematičností. Stejné vlastnosti měly jeho příručky fyziky pro gymnázium a fyzické geografie. Obě učebnice byly vydány opakovaně.
- Od roku 1840 do roku 1863 působil jako děkan katedry matematiky a fyziky na Carské petrohradské univerzitě.
- Zemřel v Římě 10. února 1865 na mrtvici.

## Vědecká práce
V oblasti elektromagnetismu jsou jeho nejdůležitější objevené zákonitosti prezentovány ve všech učebnicích fyziky:
- Zákon indukce nebo Lenzův zákon říká: směr indukčního proudu je vždy takový, že zabraňuje akci, kterou je způsoben (1834).

- Joule-Lenzův zákon říká: množství tepla uvolněného proudem ve vodiči je úměrné druhé mocnině proudu a odporu vodiče (1842).

- Provedl experimenty potvrzující Peltierův jev: pokud galvanický proud prochází bismutovými a antimonovými tyčemi, pájenými na koncích a ochlazenými na 0°C, pak je možné zmrazit vodu nalitou do otvoru poblíž křížení (1838).

- Prováděl pokusy s polarizací elektrod (1847)
- Některé ze svých výzkumů prováděl společně s Parrottem (o kompresi těles), Savelyevem (o galvanické polarizaci) a akademikem Borisem Jacobim (o elektromagnetech).

Mnoho jeho vědeckých studií se týká fyzické geografie:
- teplota a slanost moře
- variabilita hladiny Kaspického moře
- barometrické měření výšky
- měření magnetického sklonu a intenzity zemského magnetismu

## Pocty
- Mezinárodní astronomická unie po něm v roce 1970 pojmenovala kráter na odvrácené straně Měsíce.

- Jsou po něm pojmenovány skály na severním svahu hory Elbrus - Lenzské skály. Je to na památku jeho účasti na první expedici na horu Elbrus v roce 1829.